# Binsenhof (Geislingen)
Der Binsenhof ist ein Wohnplatz auf der Gemarkung von Geislingen im Zollernalbkreis in Baden-Württemberg.

## Geographie
Der Binsenhof liegt von Geislingen in nördlicher Richtung 1,3 km entfernt. 1,9 km (Luftlinie) südöstlich von Erlaheim und 3,4 km westsüdlich von Binsdorf entfernt.

## Verkehr
Der Wohnplatz ist von Geislingen über die Oberholzstraße erreichbar. 